# Seega

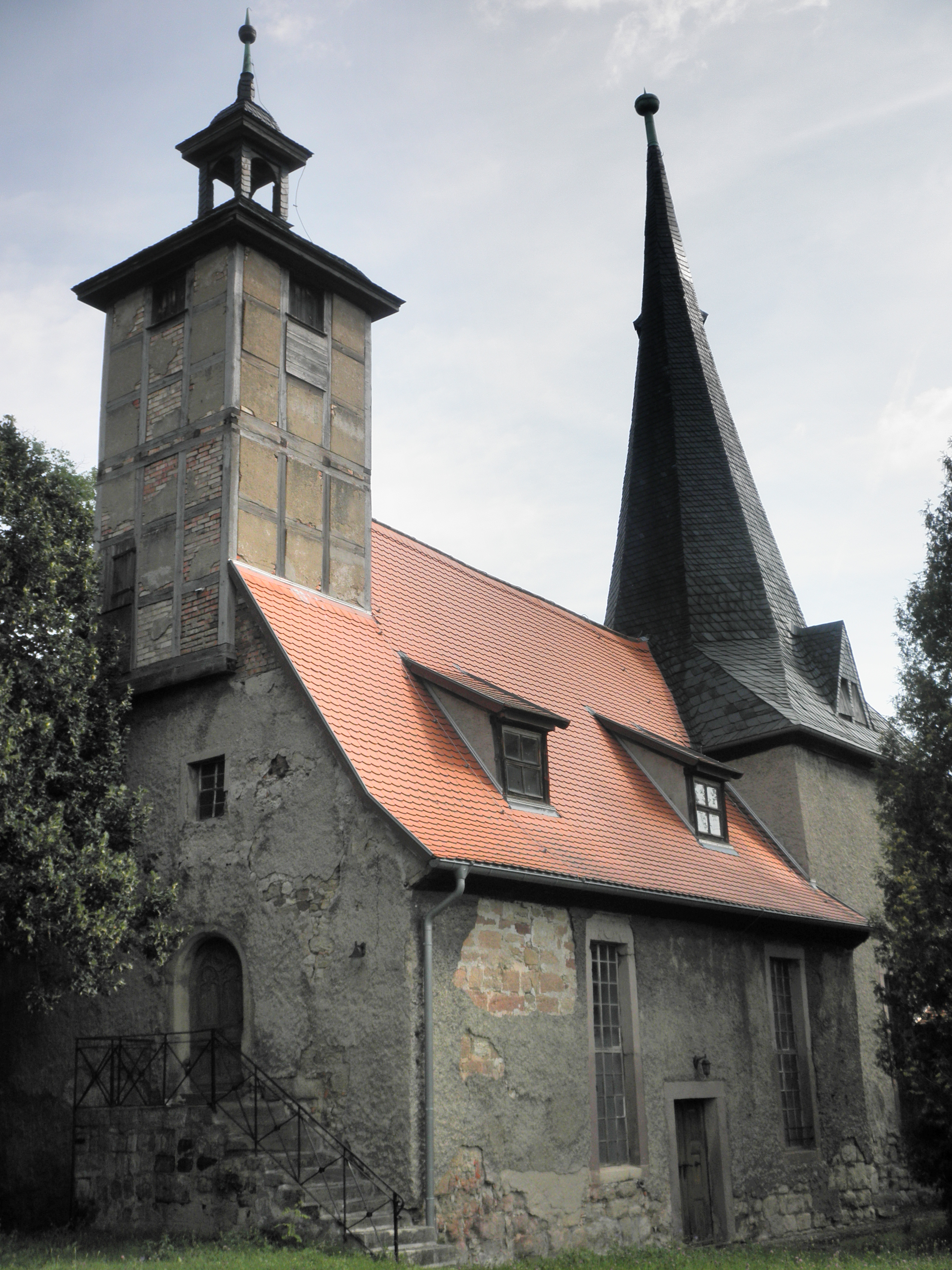
Kirche in Seega (2014)

Historische Wasserpumpe in Seega

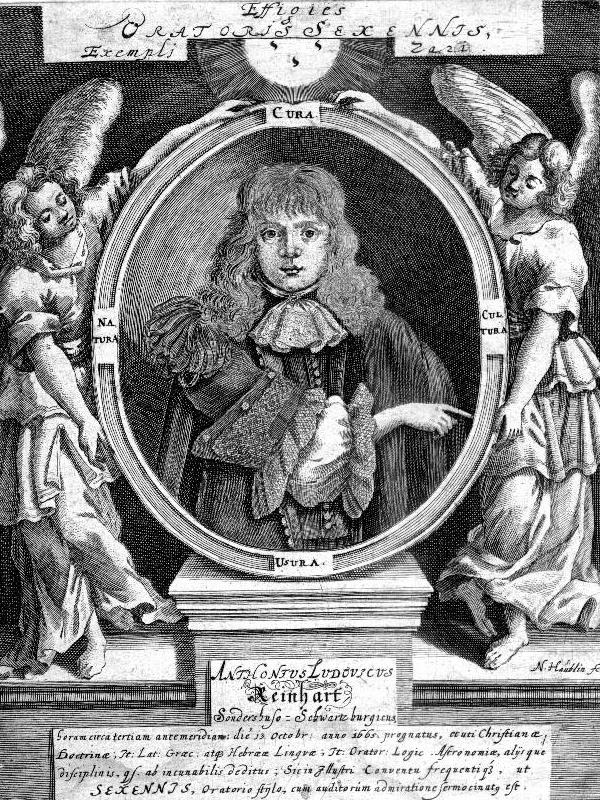
Anton Ludwig Reinhart (1672)

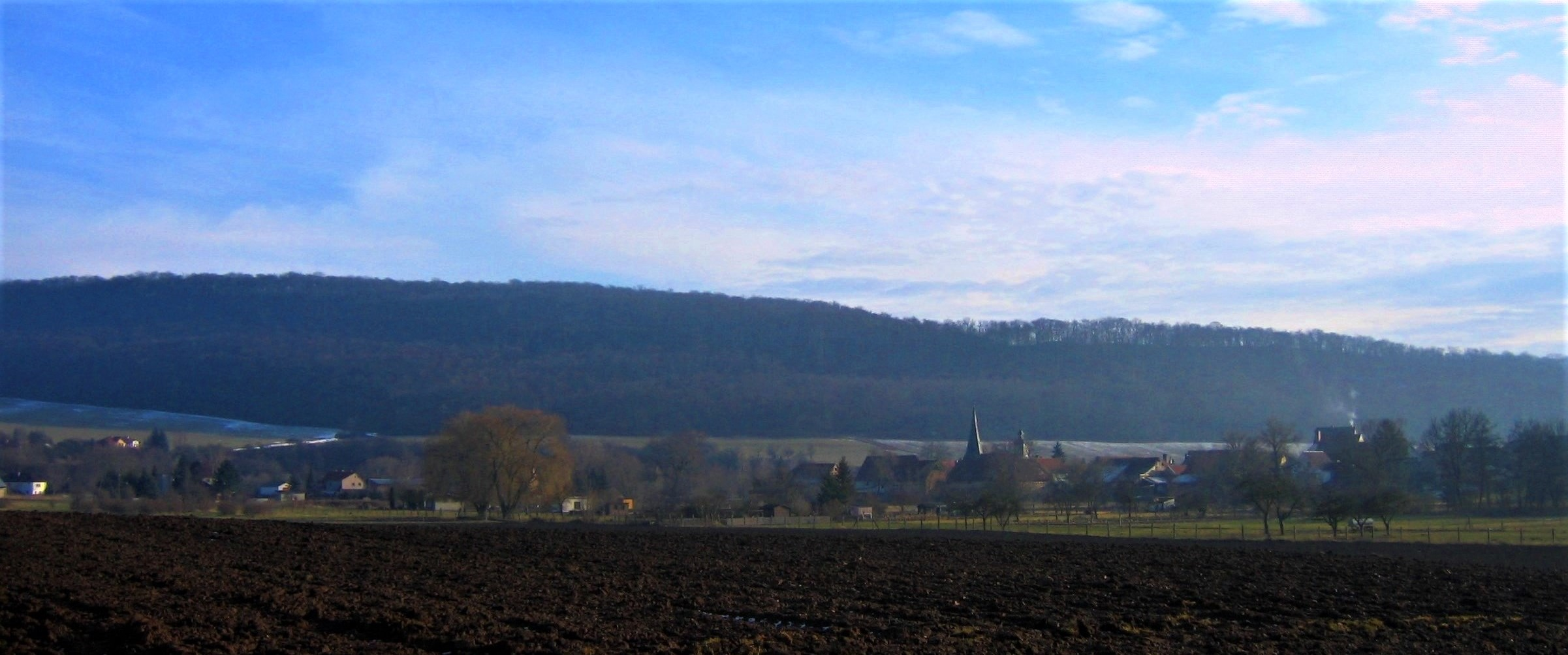
Blick Richtung Südosten auf Seega und die Wenige Hainleite.

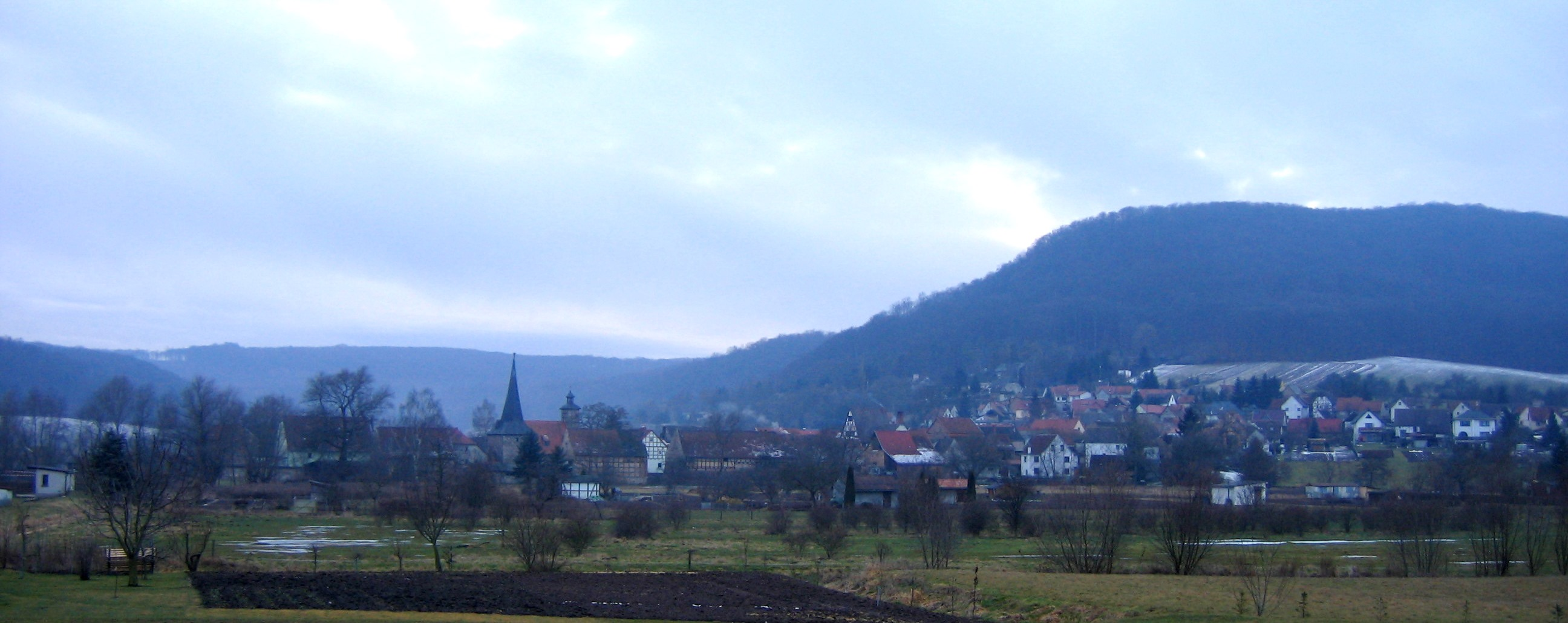
Blick von Norden auf Seega, die Hainleite und den Wipperdurchbruch

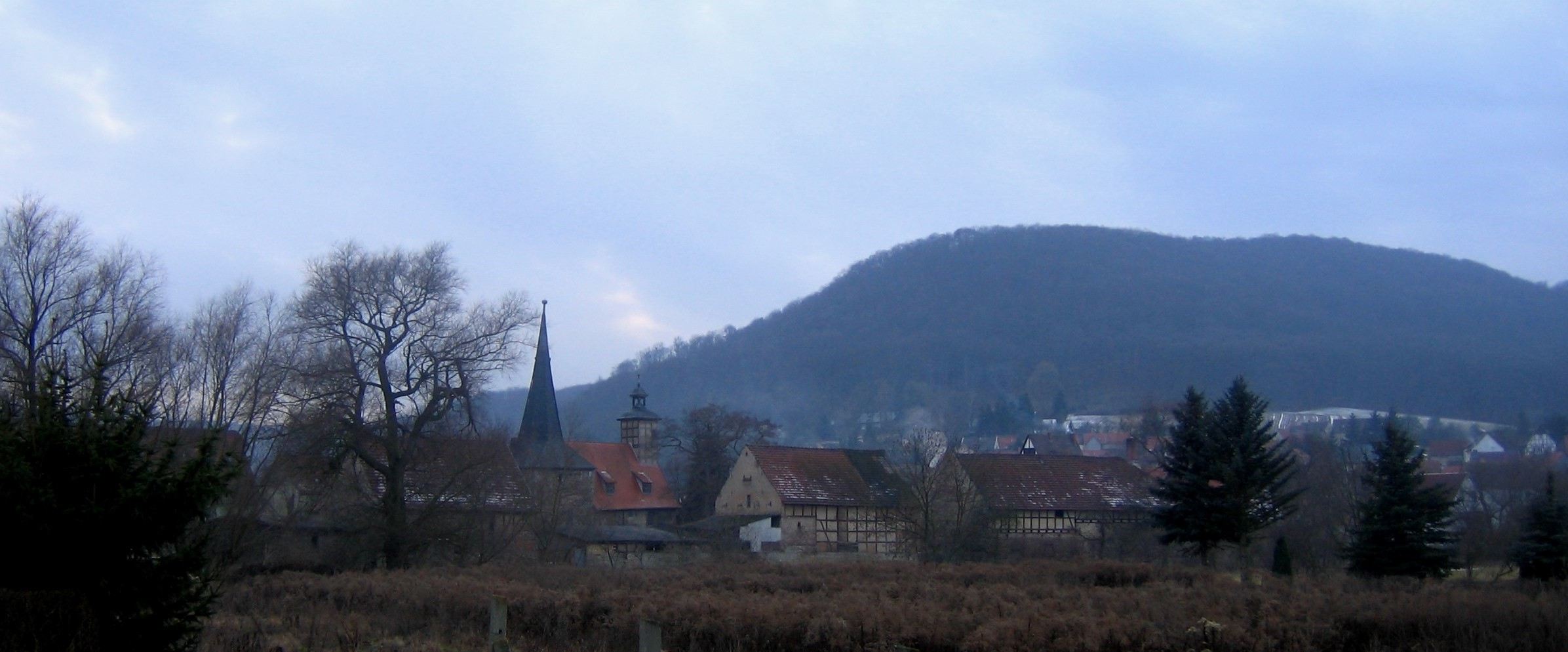
Blick von Norden auf Seega und die Hainleite

Seega ist ein Ortsteil der Gemeinde Kyffhäuserland im thüringischen Kyffhäuserkreis.

## Geografie
Der Ort Seega liegt eingebettet zwischen Karststeinhängen der Hainleite, einem Muschelkalk-Gebirge. Durch das kleine Dorf fließt ein Nebenfluss der Unstrut, die Wipper. Das so genannte Wipperdurchbruchstal, das seit 1961 als Naturschutzgebiet ausgewiesen ist, zieht sich im Süden bis nach Bilzingsleben. Zu Seega gehört die südlich gelegene Papiermühle. Umliegende Ortschaften sind: Im Nordwesten Göllingen, im Norden Rottleben, im Nordosten Bad Frankenhausen, im Osten Seehausen. Im Südosten erhebt sich die Wenige Hainleite, im Süden ist das Wipperdurchbruchstal durch die Hainleite mit der Ortschaft Günserode und dem dahinter bereits im Thüringer Becken befindlichen Bilzigsleben. Ebenfalls im Süd-Südwesten, auf der sanft ins Thüringer Becken abfallenden Südabdachung der Hainleite, befindet sich das Dorf Oberbösa. Im Südwesten an dem Steilhang des Durchbruchtales direkt über Seega befindet sich die Ruine der Arnsburg; dahinter auf der Hochfläche der Südabdachung der Hainleite liegt das ehemalige Gut Bonnrode.  Im Westen erstreckt sich der Mittelabschnitt des langgestreckten bewaldeten Höhenzugs Hainleite mit dem Kuhberg als höchsten Punkt dieses Abschnitts.

## Geschichte
Im Jahre 1278 wird der Ort erstmals als Syga erwähnt. Später im Jahr 1356 wurde Seega an die Unterherrschaft des Fürstentums Schwarzburg-Rudolstadt übergeben, bei der es bis 1918 verblieb. Die südwestlich vom Ortskern gelegene Arnsburg sicherte in diesen Jahren die Pass-Straße, die bei Seega durch das Schluchtental nach Günserode führte. Die Burg mit ihrem Zwinger wurde 1525 von einem Bauernheer belagert und zerstört. Auf dem Gebiet der heutigen Papiermühle stand das 1193 gegründete Benediktinerinnenkloster „Kloster Capelle unter dem Arnsberge“.
Auch der Bergbau auf Kalisalze soll hier geschichtlich nicht unerwähnt bleiben. Unweit der Ortschaft befindet sich das stillgelegte Kaliwerk Gewerkschaft Schwarzburg. Die Gründung dieser bergbaulichen Gewerkschaft erfolgte am 24. November 1906. Die handelsrechtliche Eintragung als „Gewerkschaft Schwarzburg“ nach Schwarzburg-Rudolstädtischem Recht erfolgte erst vier Jahre später. Jetzt begannen auch die Abteufarbeiten am Schacht Schwarzburg. Im Frühsommer 1910 erreichte man die Endteufe von 744,6 m. Im Älteren Steinsalz wurden zwei Sohlen angeschlagen:  die 724,6-m- und die 732,6-m-Sohle. Im Örterbau wurde Carnallitit gewonnen und zur Weiterverarbeitung mittels Seilbahn zum benachbarten Kaliwerk Günthershall befördert. Die Einstellung der bergbaulichen Gewinnungsarbeiten auf der Grundlage des § 83a der Stilllegungsverordnung vom 22. Oktober 1921 erfolgte im Jahr 1923. Schacht Schwarzburg wurde im Dezember 1926  mit einem Betondeckel verschlossen.
Seega wurde im April 1945 von US-Truppen besetzt und – wie ganz Thüringen – Anfang Juli an die Rote Armee übergeben. So wurde es Teil der SBZ und ab 1949 der DDR.
1945 und danach fanden Heimatvertriebene in der Gemeinde ein neues Zuhause. Anfangs wurden sie von manchen Einheimischen als Eindringlinge angesehen. Dann erwiesen sie sich als belebendes Element, zumal sie in unterschiedlichen Berufen, Landwirte, Handwerker, Gärtner, Lehrer u. a. arbeiteten und überall „ihren Mann standen“. Einige einheimische Familien nahmen sich der „Neubürger“ in dieser für alle schweren Zeit in besonders menschlicher Weise an.
Nach dem Schuljahresende 1973 wurden die Räume der 1950 errichteten Grundschule (Klassen 1–4) völlig umgebaut und für die Nutzung als Jagdgaststätte vorgesehen. Eine Speisegaststätte mit dem Bezug auf die Jagd war notwendig geworden, weil seit 1969 die Kreisjägerfeste in Seega stattfanden. Der Umbau geschah im Rahmen des Wettbewerbs „Schöner unsere Städte und Gemeinden“. Als Konsumgaststätte „Weidmannsheil“ mit einer modernen Keilerbar wurde sie 1974 in Betrieb genommen. Beim V. Kreisjägerfest 1979 wurde in Seega eine Schliefanlage übergeben, die den internationalen Normen für solch eine Anlage entsprach. Weiterhin wurde ein Jagd- und Naturlehrpfad mit einer Länge von 3 km im Waldgebiet westlich von Seega geschaffen.
Am 31. Dezember 2012 schloss sich die Gemeinde Seega mit weiteren Gemeinden der Verwaltungsgemeinschaft Kyffhäuser zur Gemeinde Kyffhäuserland zusammen.

### Einwohnerentwicklung
Entwicklung der Einwohnerzahl der Gemeinde Seega (31. Dezember):
| - 1995: 517 - 2000: 494 | - 2005: 470 - 2010: 423 |

## Wappen
Das Wappen wurde am 28. April 1995 durch das Thüringer Landesverwaltungsamt genehmigt.
Blasonierung: „Im Wellenschnitt bespalten von Blau und Silber mit grünem Schildhaupt im Zinnenschnitt; vorn ein silberner gestürzter Fisch, hinten ein grüner Eichenzweig mit drei Blättern und einer Eichel.“
Die Gemeinde Seega ist geprägt von einer Wald- und wasserreichen Landschaft. So befinden sich der Fisch und das Eichenlaub als Symbole des Fischfangs und des Laubwaldes im Wappen wieder. Der Wellenschnitt und die Farbe Blau stehen zusätzlich für den Fluss Wipper. Das Eichenlaub soll auch auf die Jagdtraditionen der Gemeinde verweisen, die auch heute noch wachgehalten werden. Bedeutendstes Bauwerk in der Gemeinde war die Arnsburg, von der noch Ruinen zu besichtigen sind. Die Arnsburg war Sitz verschiedener Herrschaftsgeschlechter, deren bedeutendste die Grafen von Schwarzburg waren. Symbolisch für die Burg trennt ein Zinnenschnitt das Schildhaupt ab.
Das Wappen wurde von dem Heraldiker Michael Zapfe gestaltet.

## Kultur und Sehenswürdigkeiten
- Zirka 1,5 km südwestlich von Seega befindet sich auf einem Hang über dem Durchbruchstal der Wipper die Ruine der Arnsburg aus dem 14. Jahrhundert.

- Die evangelische Kirche Sankt Martini zu Seega ist eine vermutlich mittelalterliche Chorturmkirche. Das Schiff wurde im 17. und 18. Jahrhundert überformt. An der Südseite ist ein wiederverwendetes Gewände eines Vorhangbogenfensters (bezeichnet 1520). Im Westen sind Dachtürmchen. Das flachgedeckte Schiff enthält eine dreiseitige Empore und im Chor ein Tonnengewölbe. Die Kirche wird nicht mehr genutzt (2014). Auch das gegenüberliegende frühere Pfarrhaus steht leer.

- Auf dem Kirchhof stehen ein Kriegerdenkmal für die gefallenen und vermissten Soldaten beider Weltkriege und ein klassizistisches Grabmal in Form eines Obelisken mit Urne.[6]

- Im Ort befindet sich eine Doppelschwengelpumpe aus der 2. Hälfte des 19. Jahrhunderts mit zwei Saugrohren aus Gusseisen in neugotischen Formen.[7]

- Oberhalb des Dorfes entstand nach 1945 ein Kinderheim, genannt „Kinderdorf“. Es nahm Waisenkinder aus Ostpreußen auf. Kleinen Familien wurden bungalowartige Häuschen mit der Maßgabe zugewiesen, zusätzlich zu ihren eigenen Kindern Waisenkinder aufzunehmen. Für das Gemeinschaftsleben standen weitere Räume zur Verfügung. Zu DDR-Zeiten wurde die Anlage um die Gaststätte „Weidmanns Heil“ erweitert und von der Interessengemeinschaft „Naherholung“ des Jagd- und Naturschutzgebietes im Kreis Artern als Erholungsstätte genutzt. Zahlreiche Touristen der DDR konnten so von der Bungalow-Siedlung aus das Erholungsgebiet Kyffhäuser erschließen. Ein Versuch, die Anlage nach der Deutschen Wiedervereinigung durch einen Investor weiterzuentwickeln, schlug fehl. Heute steht die Gaststätte leer und zeigt Erscheinungen des Verfalls.

## Persönlichkeiten
- Anton Ludwig Reinhart (1665–1707), Wunderkind und Pastor in Seega[8]
- August Wilhelm Reinhart (1696–1770), Pastor primarius in Heringen/Helme und Sohn von Anton Ludwig Reinhart
- Albert Rödiger (1903–1973), Politiker (DBD)